# 東島大
東島 大（ひがしじま だい）は、日本放送協会の記者。
2016年6月日本放送協会を退職、7月より熊本県民テレビ・ＫＫＴ放送部次長職。

## 経歴
福岡県北九州市出身。入局以来社会報道一筋で、2012年6月の異動で地元北九州局から数度目の熊本局勤務となった。
2001年、青色発光ダイオード開発の特許帰属を巡って、開発者の中村修二カリフォルニア大学教授が、かつて所属していた日亜化学工業を提訴した裁判（青色LED訴訟）をスクープ。企業研究者の特許を巡る問題に大きな議論を巻き起こした。また熊本局では水俣病の問題にずっと取り組んでおり、熊本学園大学水俣学研究センター客員研究員を務めるほか、水俣病研究会、石牟礼道子資料研究会に所属。
徳島局勤務時代、「柳田国男の調査員が徳島県山城町に派遣された際、実在した徘徊老人を妖怪と誤認し柳田に報告、それが「子泣き爺」として記録され、その後水木しげるの漫画によって国民的妖怪となった」という経緯を発掘、京極夏彦のインタビューをあわせて紹介し、週刊誌や民放テレビなどでも話題を集める。その後山城町では「子泣き爺の生まれた町」として町おこしをはじめ、同町には子泣き爺の像も建てられた。
熊本では敷金トラブルに巻き込まれ、大家に対し本人訴訟を提訴。弁護士を相手に一審・二審とも勝訴。その経過をホームページで連載し、残間里江子らに激賞されたほか、雑誌「POPEYE」（2001年4月23日号）で漫画化された。また「富野由悠季全仕事―1964-1999 (キネ旬ムック)」（ISBN 4873765145）に資料提供者としてクレジットされている。

## 番組

### クローズアップ現代
- 「特許は誰のものか〜問われる社内発明の報酬・青色発光ダイオード訴訟」（2002年1月30日）
- 「水俣病　終わらない被害〜未認定患者の苦悩〜」（2007年7月5日）
- 「水俣病“真の救済”はあるのか〜石牟礼道子が語る〜」（2012年7月25日）

### きん・すた
- 「山村に生きる～熊本県多良木町槻木」（前編　2015年7月17日）
- 「山村に生きる～熊本県多良木町槻木」（後編　2016年2月26日）

### ＥＴＶ特集

#### 「日本人は何をめざしてきたのか　第2回　水俣　〜戦後復興から公害へ〜」（2013年7月13日）
- 2013年「地方の時代映像祭」放送部門選奨
- 第51回ギャラクシー賞テレビ部門　特別賞・選奨

#### 「日本人は何をめざしてきたのか　知の巨人たち　第6回　石牟礼道子」（2015年1月17日）
- 第52回ギャラクシー賞テレビ部門奨励賞

#### 「水俣病　魂の声を聞く〜公式確認から60年〜」（2016年6月4日）
- 第43回放送文化基金賞奨励賞

## 著書
- 「なぜ水俣病は解決できないのか」（2010年1月弦書房 ISBN 978-4863290358)。
- 水俣病研究会として「水俣病研究」(1-4)（弦書房）「水俣病事件資料集」（葦書房）
- 「残夢童女 石牟礼道子追悼文集」（共著　平凡社 ISBN 978-4-582-83829-9）
- 「日本におけるメチル水銀中毒事件研究2020」（共著　弦書房 ISBN 978-4-86329-207-9）

## 寄稿
- 「新聞研究」（日本新聞協会）2006年8月号「水俣を未来にどう生かすのか〜今だからこそ報道は自由な視点で」
- 「道標」（人間学研究会）
  - 2007年春号「スクリーンのある場所〜夢の小屋、悪夢の劇場」
  - 2008年夏号〜2009年春号「水俣病証言録」

- 衆議院調査局「水俣病問題の概要」（2015年6月）
  - 有識者の見解「水俣は棄民かーその政策と未来」